# 즉신불

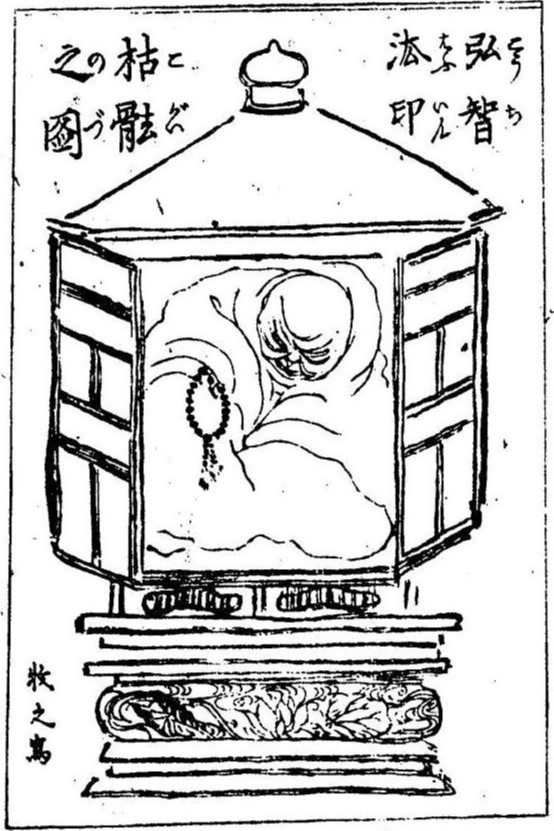
《북월설보》에 수록된 고치 법인의 즉신불 그림.

즉신불(卽身佛)은 일본에서 '미라가 된 승려로 만들어진 불상'을 의미하는 등신불을 일컫는 말이다.
주로 즉신성불 사상을 기조로 하는 일본의 밀교인 진언종 및 수험도의 전통으로 자리잡았으며, 특히 야마가타현의 데와 3산 지역을 중심으로 수행하는 승려들에 의해 발전되었다.
이들은 입적을 앞둔 상태에서 사후에 육신이 부패하지 않도록 쌀이나 보리 등 곡류의 음식을 끊고 나무껍질이나 열매만을 섭취하며 지방과 수분을 서서히 줄여나가는 고행을 하며, 시신은 소나무로 만들어진 관에 안장되어 지하에 묻힌 뒤 3년 후에 발굴하여 즉신불로 만들어진다. 또한 산 채로 통기 역할을 하는 대나무통이 달린 상자에 들어가 지하에 묻힌 뒤 종 소리를 내어 생존 신호를 보내다가, 종 소리가 들리지 않으면 상자를 파내어 시신은 무덤에 봉인한 뒤 3년 후에 발굴하여 즉신불로 만들어지는 사례도 전해진다. 하지만 일본의 따뜻하고 습한 기후로 인해 많은 승려들이 미라화에 실패했으며, 다수의 즉신불은 사후 시신의 보존 처리를 거쳐 만들어졌다는 연구 결과가 발표되었다.
이후 1879년에 메이지 천황에 의해 이러한 행위가 금지되었으며, 현대에는 자살방조죄 및 사체유기죄 등으로 위법에 해당한다.

## 현존하는 즉신불 목록
| 인명                               | 사원명               | 소재지                               | 입정년 또는 몰년     |
| ---------------------------------- | -------------------- | ------------------------------------ | -------------------- |
| 弘智法印 고치 법인[*]              | 西生寺 사이쇼지[*]   | 니가타현 나가오카시                  | 1363년 (조지 2년)    |
| 弾誓上人 단제이 상인[*] (?)        | 阿弥陀寺 아미다지[*] | 교토부 교토시 사쿄구                 | 1613년 (게이초 18년) |
| 本明海上人 혼묘카이 상인[*]        | 本明寺 혼묘지[*]     | 야마가타현 쓰루오카시                | 1683년 (덴나 3년)    |
| 宥貞法印 유테이 법인[*]            | 貫秀寺 간슈지[*]     | 후쿠시마현 이시카와군 아사카와정     | 1683년 (덴나 3년)    |
| 舜義上人 숀기 상인[*]              | 妙法寺 묘호지[*]     | 이바라키현 사쿠라가와시              | 1686년 (조쿄 3년)    |
| 全海上人 젠카이 상인[*]            | 観音寺 간온지[*]     | 니가타현 히가시칸바라군 아가정       | 1687년 (조쿄 4년)    |
| 心宗行順大行者 심종 교준 대행자[*] | 瑞光院 즈이코인[*]   | 나가노현 시모이나군 아난정           | 1687년 (조쿄 4년)    |
| 忠海上人 조카이 상인[*]            | 海向寺 가이코지[*]   | 야마가타현 사카타시                  | 1755년 (호레키 5년)  |
| 秀快上人 쇼카이 상인[*]            | 真珠院 신주인[*]     | 니가타현 가시와자키시                | 1780년 (안에이 9년)  |
| 真如海上人 신뇨카이 상인[*]        | 大日坊 다이니치보[*] | 야마가타현 쓰루오카시                | 1783년 (덴메이 3년)  |
| 妙心法師 묘신 법사[*]              | 横蔵寺 요코쿠라지[*] | 기후현 이비군 이비가와정             | 1817년 (분카 14년)   |
| 円明海上人 엔묘카이 상인[*]        | 海向寺 가이코지[*]   | 야마가타현 사카타시                  | 1822년 (분세이 5년)  |
| 鉄門海上人 데쓰몬카이 상인[*]      | 注連寺 주렌지[*]     | 야마가타현 쓰루오카시                | 1829년 (분세이 12년) |
| 光明海上人 고묘카이 상인[*]        | 蔵高院 조코인[*]     | 야마가타현 니시오키타마군 시라타카정 | 1854년 (가에이 7년)  |
| 明海上人 묘카이 상인[*]            | 明寿院 묘주인[*]     | 야마가타현 요네자와시                | 1863년 (분큐 3년)    |
| 鉄竜海上人 데쓰료카이 상인[*]      | 南岳寺 난가쿠지[*]   | 야마가타현 쓰루오카시                | 1881년 (메이지 14년) |
| 仏海上人 붓카이 상인[*]            | 観音寺 간온지[*]     | 니가타현 무라카미시                  | 1903년 (메이지 36년) |